# Zakład Elektrod Węglowych w Raciborzu
COBEX Polska sp. z o.o. – jeden z największych producentów elektrod, bloków grafitowych i węglowych w Polsce. Odbiorcami produktów fabryki są przede wszystkim huty żelaza i stali. Zakład znajduje się w dzielnicy Raciborza – Płoni.

## Historia
Początki zakładu sięgają roku 1895 kiedy to Fritz i Moritz Edle von Hartmuth zarejestrowali 7 października w Berlinie fabrykę Aktiengesellschaft für Fabrikation von Kohlenstiften. Produkcja elektrod węglowych do lamp łukowych rozpoczęła się rok później. Pierwszym dyrektorem został Adolf Radschopf. Ze względu na brak możliwości wykorzystania metody produkcji Josefa Hardtmutha polegającej na prasowaniu mieszaniny proszku grafitowego ze składnikami mineralnymi na skalę przemysłową doszło do straty kapitału, w wyniku czego bracia Hartmuth wycofali się ze spółki.
Firma zmieniła nazwę na Planiawerke Aktiengesellschaft für Kohlenfabrikation a nowym członkiem zarządu został John Rudolph, który rozwinął produkcję szczotek węglowych do maszyn elektrycznych. Po I wojnie światowej zakład poszerzył swój profil produkcyjny o wyroby wielkotonażowe – elektrody do produkcji karbidu, stali oraz anody do produkcji aluminium. Zakład stał się wtedy największym światowym producentem tego typu wyrobów.
W 1916 r. nastąpiła fuzja z firmą Rütgers co skutkowało zmianą nazwy na Rütgerswerke Abteilung Planiawerke AG. W 1928 r. po fuzji koncernów Rütgers i Siemens AG utworzono spółkę Siemens Planiawerke Aktiengesellschaft fur Kohlenfabrikate, w skrócie SIPLA posiadającą kilka zakładów na terenie Niemiec oraz udziały w zakładach włoskich. Przewodniczącym Rady Nadzorczej został Karl Friedrich von Siemens. Pod jego rządami zakład został największym producentem wyrobów grafitowych w Europie. Dzięki zatrudnieniu robotników przymusowych, głównie rosyjskich jeńców wojennych produkcja sięgnęła 60 tys. ton rocznie 
Wskutek działań wojennych 60% zakładu została zniszczona, duża część instalacji technologicznych została wywieziona przez Rosjan.
Pierwszym powojennym dyrektorem naczelnym został mgr inż. Karol Nowak, który już 24 czerwca 1945 r. rozpoczął odbudowę zakładu pod nazwą Fabryka Elektrod Węglowych Plania.
W roku 2000 zakład przyłączony został do koncernu SGL Carbon.
W listopadzie 2017 firma została sprzedana w 2/3 funduszowi inwestycyjnemu Triton Partners i w maju 2018 przyjęła nazwę COBEX Polska sp. z o.o (www.cobexgroup.com). Do spółki COBEX Polska sp. z o.o należy również Zakład Elektrod Węglowych w Nowym Sączu. 1/3 zakładu należy do koncernu SGL Carbon i istnieje pod nazwą SGL Graphite Solutions Polska Sp. z o.o. (www.sglcarbon.com).